# 포르투갈 포도주

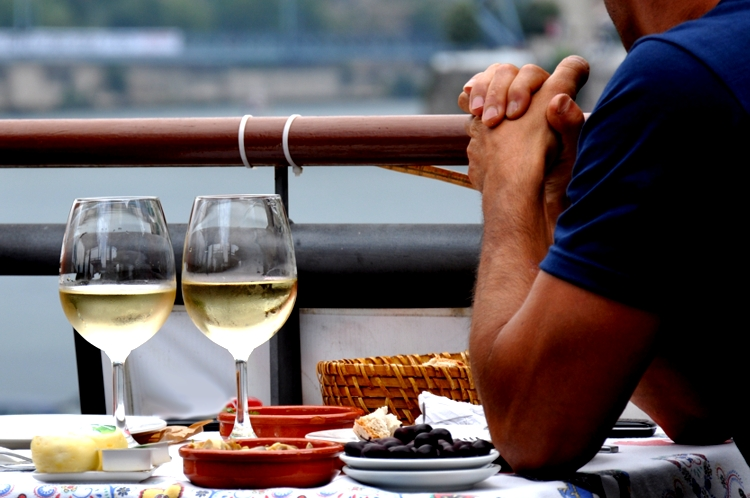
포르투 포도주

포르투갈 포도주(Portugal葡萄酒, 포르투갈어: vinho português 비뉴 포르투게스[*])는 포르투갈에서 생산되는 포도주이다.

## 역사

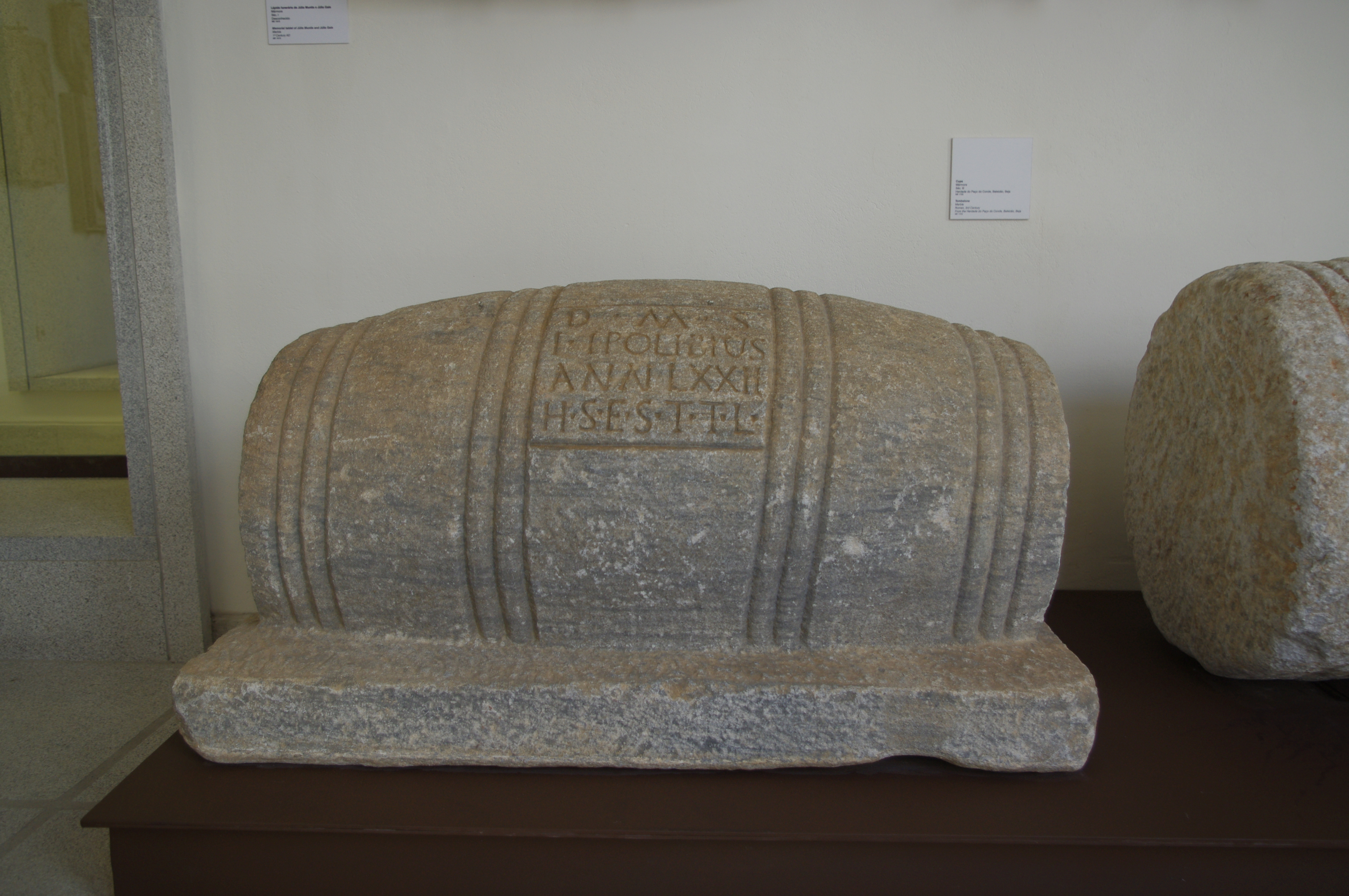
포도주 양조자의 묘비 (3세기 알렌테주)

고고학적 연구에 따르면, 이베리아반도 남부에서 포도주를 마신 것은 기원전 7~6세기, 포도주를 빚기 시작한 것은 기원전 5~4세기이다. 고대 로마인이 루시타니아에서 특히 이스트레마두라 및 포르투갈 남부에서 포도 재배를 장려했다. 포르투갈 북부에서도 로마 통치기에 포도 재배가 시작되었다.

## 생산
포르투갈은 서쪽은 대서양과, 남쪽은 지중해와, 동쪽은 유럽 대륙과 맞닿아 있어 지중해성 기후와 아열대 기후, 온대 기후가 혼재하며, 200개 이상의 미세기후가 존재한다. 지리적으로는 구릉 지대가 많으며, 화강암, 편암, 점토, 사암, 셰일에 이르기까지 같은 지역 안에서도 다양한 토양 특성을 보인다. 소규모 포도주 산지가 많고 생산자에 따라 포도주의 맛과 질이 크게 다른데, 질 좋은 포도주는 대개 국내에서 소비된다. 석조 통에 포도를 넣고 사람이 발로 밟아 으깨거나, 시멘트 발효조를 사용하는 등 전통적인 방식으로 포도주를 빚기도 한다.

### 포도 품종
포르투갈에서 자생하는 250여 개의 토착 포도 품종들로 다양한 포도주가 생산된다. 적포도주용 주요 품종으로는 토리가 나시오날, 바가, 카스텔랑, 토리가 프란세자, 트링카데이라 등이 있으며, 백포도주용 주요 품종으로는 알바리뉴, 로레이루, 아린투, 잉크루자두, 비칼, 페르낭 피르스 등이 있다.

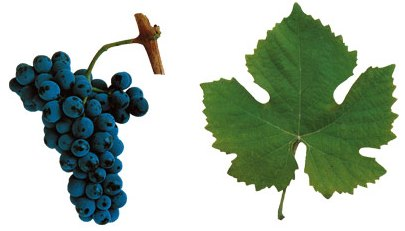
토리가 나시오날
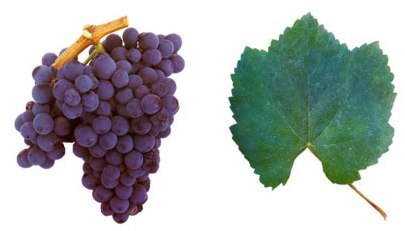
바가
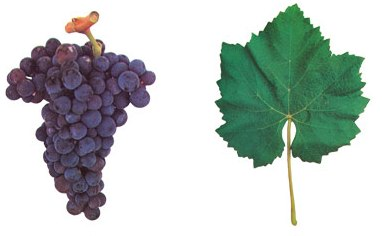
카스텔랑
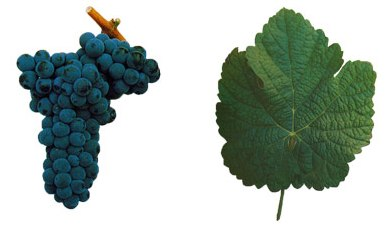
토리가 프란세자
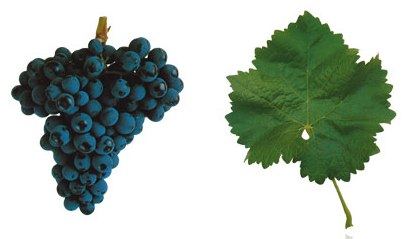
트링카데이라
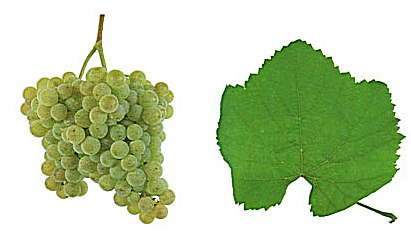
알바리뉴
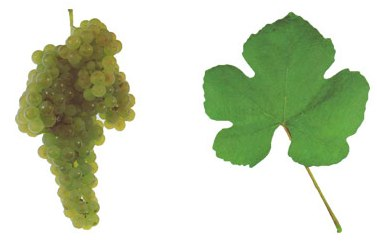
로레이루
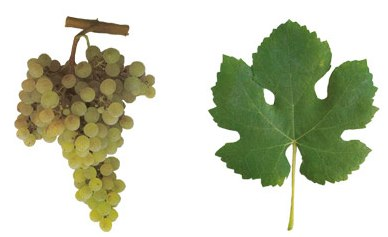
아린투
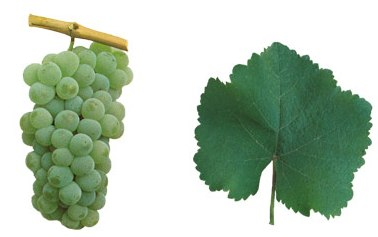
잉크루자두
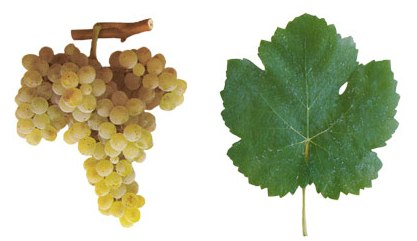
비칼
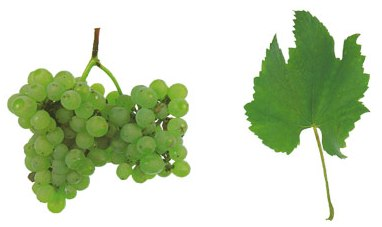
페르낭 피르스

### 포도주 산지

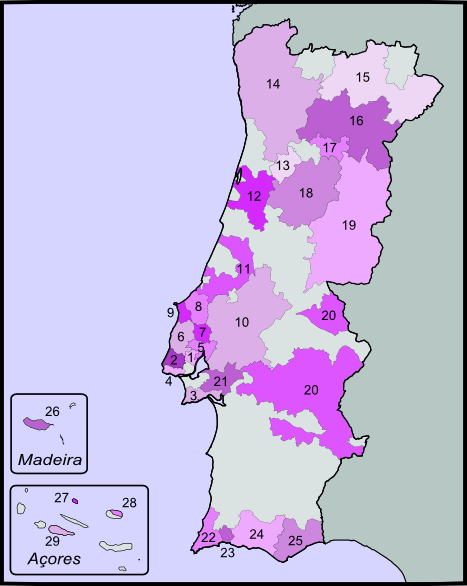
원산지 통제 명칭(DOC)

포르투갈 북부의 알투 도루 포도주 산지는 유네스코가 지정한 세계 문화 유산이다. 포르투갈의 지리적 표시 및 품질 보증 제도인 원산지 통제 명칭(DOC) 및 원산지 규제 표시(IPR) 제도, 그리고 유럽 연합의 원산지 명칭 보호(PDO) 및 지리적 표시 보호(PGI)를 통해 포도주의 원산지 명칭을 보호하고 있다. (포르투갈에서는 DOP와 PGI를 포르투갈어 어순에 따라 각각 DOP와 IGP로 적는다.)
포르투갈 DOC 및 IPR 인증을 받은 포도주는 유럽 연합의 PDO 적용 대상이다. 그 외에, 유럽 연합의 PGI 적용을 받는 포도주는 포르투갈에서 "비뉴 헤지오날(vinho regional)"로 분류된다.
포르투갈 원산지 통제 명칭(DOC) 및 원산지 규제 표시(IPR)
1. 부셀라스 DOC
2. 콜라르스 DOC
3. 세투발 DOC
4. 카르카벨루스 DOC
5. 알렝케르 DOC
6. 토흐스 베드라스 DOC
7. 아후다 DOC
8. 오비두스 DOC
9. 로리냥 DOC
10. 테주 DOC
11. 잉코스타스 다이르 DOC
12. 바이하다 DOC
13. 라퐁이스 IPR
14. 비뉴 베르드 DOC
15. 트라스우스몬트스 DOC
16. 포르투 DOC
도루 DOC
17. 타보라바로자 DOC
18. 당 DOC
19. 베이라 인테리오르 DOC
20. 알렌테주 DOC
21. 팔멜라 DOC
22. 라구스 DOC
23. 포르티망 DOC
24. 라고아 DOC
25. 타비라 DOC
26. 마데이라 DOC
마데이렌스 DOC
27. 그라시오자 IPR
28. 비스코이투스 IPR
29. 피쿠 IPR

유럽 연합 원산지 명칭 보호(PDO) 및 지리적 표시 보호(PGI)
1. 부셀라스 PDO
2. 콜라르스 PDO
3. 세투발 PDO
4. 카르카벨루스 PDO
5. 알렝케르 PDO
6. 토흐스 베드라스 PDO
7. 아후다 PDO
8. 오비두스 PDO
9. 로리냥 PDO
10. 테주 PDO
11. 잉코스타스 다이르 PDO
12. 바이하다 PDO
13. 라퐁이스 PDO
14. 비뉴 베르드 PDO
15. 트라스우스몬트스 PDO
16. 포르투 PDO
17. 타보라바로자 PDO
18. 당 PDO
19. 베이라 인테리오르 PDO
20. 알렌테주 PDO
21. 팔멜라 PDO
22. 라구스 PDO
23. 포르티망 PDO
24. 라고아 PDO
25. 타비라 PDO
26. 마데이라 PDO
27. 그라시오자 PDO
28. 비스코이투스 PDO
29. 피쿠 PDO

- 두리엔스 PGI
- 리즈보아 PGI
- 미뉴 PGI
- 아소르스 PGI
- 알가르브 PGI
- 알렌테자누 PGI
- 테주 PGI
- 테하스 마데이렌스스 PGI
- 트란즈몬타누 PGI
- 페닌술라 드 세투발 PGI

## 지역별 포도주

### 당
당(Dão) 포도주 생산지는 센트루 지방(중부지방)의 코임브라, 구아르다, 비제우에 걸쳐 있다. 포르투갈에서 가장 높은 이스트렐라산맥의 서늘한 고원 지대에서 생산되기 때문에, 낮은 온도에서 천천히 숙성된다. 당 포도주 산지에서 주로 재배되는 포도 품종으로는 토리가 나시오날, 잉크루자두, 알프로셰이루 프레투, 자엥 등이 있다.

### 도루
도루(Douro)는 세계 최초로 포도 재배 지역을 지정해 통제한 포도주 산지로, 포르투 포도주 생산지로 널리 알려져 있다. 포르투갈 노르트 지방(북부지방)의 동쪽에 있는 지역으로, 마랑산맥과  몬테무루산맥에 둘러쌓여 있으며 도루강과 그 지류가 흐른다. 알투도루 포도주 산지는 유네스코 세계유산이기도 하다. 도루 포도주 산지에서 주로 재배되는 포도 품종으로는 토리가 나시오날, 토리가 프란세자, 틴타 바호카, 틴투 캉, 틴타 호리스 등이 있다.

### 마데이라
마데이라섬(Madeira)은 대서양에 있는 섬으로, 강화 포도주인 마데이라 포도주의 생산지 유명하다. 마데이라 포도주 생산지에서 주로 생산되는 포도 품종으로는 말바지아, 틴타 네그라 몰르, 세르시알, 보알, 베르델류 등이 있다.

### 미뉴
미뉴(Minho)는 포르투갈 노르트 지방(북부지방)에 있는 지역으로, 포르투갈에서 가장 큰 포도주 산지이다. 서쪽으로는 미뉴강, 남쪽으로는 도루강이 흐르며, 동쪽에는 대서양이 자리하고, 북쪽으로는 스페인의 갈리시아 지방과 국경이 맞닿아 있는 곳이다. "풋포도주(어린 포도주)"를 뜻하는 비뉴 베르드의 생산지로 잘 알려져 있다. 비뉴 베르드 외에도 "비뉴 헤지오날 미뉴(Vinho Regional Minho)라 불리는 일반 포도주가 생산된다. 미뉴 포도주 산지에서 재배되는 포도 품종으로는 알바리뉴, 로레이루, 트레이샤두라, 아베수, 아잘, 아린투 등이 있다.

### 바이하다
바이하다(Bairrada)는 포르투갈 센트루 지방(중부지방)에 있는 지역으로, 아게다와 코임브라 사이에 있는 작은 포도주 산지다. 점토질 토양에서 적포도주와 백포도주 및 발포성 포도주가 생산되는데, 특히 발포성 포도주의 65%가 이곳에서 생산된다. 바이하다 포도주 산지에서 재배되는 포도 품종으로는 바가, 비칼, 페르낭 피르스 등이 있다.

### 발파수스
발파수스(Valpaços)는 포르투갈 노르트 지방(북부지방)에 있는 작은 도시이다. "비뉴 헤지오날 트란스몬타누(Vinho Regional Transmontano)"라 불리는 발파수스 포도주는 발파수스 외에도 미란델라에서도 생산된다. 발파수스 포도주 산지에서 재배되는 대표적인 포도 품종은 트링카데이라이다.

### 부셀라스
부셀라스(Bucelas)는 리스보아 지방 로르스에 있는 작은 포도주 산지로, 포르투갈에서 가장 오랫동안 백포도주가 생산되어온 곳이다. 부셀라스 포도주 산지에서 재배되는 포도 품종으로는 아린투, 세르시알, 하부 드 오벨랴 등이 있다.

### 세투발
세투발(Setúbal)은 리스보아 지방 서쪽에 있는 지역으로, 세투발 반도라고도 불린다. 지중해성 기후와 아열대 기후가 공존하며, 아라비다산맥과 사두강, 타구스강(테주강)의 영향을 받는다. 머스캣 포도로 반발포성 포도주나 강화 포도주를 만드는데, 모스카델 드 세투발은 카스텔랑 품종으로 만든 강화 적포도주나 페르낭 피르스 품종으로 만든 강화 백포도주를 두루 포함한다.

### 알가르브
알가르브(Algarve)는 포르투갈 최남단에 있는 지방으로, 대서양의 영향으로 해양성 기후를 보이는 동시에 이스피냐수드캉산맥 및 몬시크산맥의 영향으로 덥고 건조한 날씨를 지닌다. 라구스, 라고아, 포르티망, 타비라에서 DOC 포도주가 생산되며, 주로 재배되는 포도 품종으로는 카스텔랑, 틴타 네그라 몰르, 아린투, 시리아 등이 있다.

### 알렌테주
알렌테주(Alentejo)는 포르투갈에서 포도주가 가장 많이 생산되는 지역이다. 알렌테주 포도주는 헤겡구스, 보르바, 헤돈두, 비디게이라, 에보라, 그란자아마렐레자, 포르탈레그르, 모라 등지에서 DOC 포도주가 생산되며, 그 외에도 여러 지역에서 "비뉴 헤지오날 알렌테자누(Vinho Regional Alentejano)"가 생산된다. 주로 재배되는 포도 품종으로는 토리가 나시오날, 카베르네 소비뇽, 시라, 샤르도네 등이 있다.

### 카르카벨루스
카르카벨루스(Carcavelos)는 포르투갈 리스보아 지방 카스카이스에 있는 작은 포도주 산지이다. 강화 포도주 산지로 유명하며, 카스카이스 외에 오에이라에서도 카르카벨루스 DOC 포도주가 생산된다.

### 콜라르스
콜라르스(Colares)는 포르투갈 리스보아 지방 신트라에 있는 작은 포도주 산지이다. 신트라산맥과 대서양 해안 사구 사이에 있는 적포도주 생산지로 잘 알려져 있다. 콜라르스 포도주 산지에서 주로 재배되는 포도 품종으로는 하미스쿠와 말바지아가 있다.

## 수출
| 연도 | 강화 포도주 | 비강화 포도주 | 비강화 포도주 | 비강화 포도주 | 비강화 포도주 | 비강화 포도주 | 비강화 포도주 |
| 연도 | 강화 포도주 | DOC           | IGP           | 일반          | 발포성        | 기타          | 총합          |
| ---- | ----------- | ------------- | ------------- | ------------- | ------------- | ------------- | ------------- |
| 2010 | 700,206     | 417,001       | 336,822       | 1,182,885     | 15,546        | 13,993        | 1,966,247     |
| 2011 | 771,562     | 439,401       | 396,538       | 1,418,352     | 42,446        | 10,312        | 2,307,048     |
| 2012 | 768,293     | 439,350       | 404,536       | 1,690,556     | 28,103        | 54,876        | 2,617,421     |
| 2013 | 734,953     | 462,474       | 389,716       | 1,395,181     | 26,960        | 13,944        | 2,288,274     |
| 2014 | 720,772     | 501,602       | 394,538       | 1,204,974     | 18,087        | 12.617        | 2,131,818     |
| 2015 | 712,674     | 512,713       | 410,466       | 1,127,919     | 13,451        | 22,583        | 2,087,153     |

| 연도 | 강화 포도주 | 비강화 포도주 | 비강화 포도주 | 비강화 포도주 | 비강화 포도주 | 비강화 포도주 | 비강화 포도주 |
| 연도 | 강화 포도주 | DOC           | IGP           | 일반          | 발포성        | 기타          | 총합          |
| ---- | ----------- | ------------- | ------------- | ------------- | ------------- | ------------- | ------------- |
| 2010 | 318,600     | 112,079       | 71,613        | 125,846       | 7,746         | 1,317         | 295,780       |
| 2011 | 331,621     | 121,727       | 88,631        | 107,623       | 12,149        | 1,491         | 325,297       |
| 2012 | 379,285     | 126,639       | 97,880        | 137,889       | 13,301        | 3,575         | 328,173       |
| 2013 | 386,594     | 134,521       | 99,042        | 140,070       | 10,823        | 2,139         | 333,301       |
| 2014 | 396,207     | 147,830       | 100,762       | 132,104       | 12,878        | 2,633         | 332,557       |
| 2015 | 401,325     | 157,922       | 103,917       | 123,723       | 11,100        | 4,663         | 336,000       |

## 용어
포르투갈어 비뉴(vinho)는 포도주를 뜻한다. 일반적으로 도크(DOC), 이페에흐(IPR) 및 비뉴 헤지오날(vinho regional)등 지리적 표시 제도를 적용 받는 비뉴 피누(fino) 또는 비뉴 노브르(nobre)와, 그렇지 않은 비뉴 드 메자(de mesa)로 나뉜다. "헤지오날"은 "지역의"라는 뜻이며, "피누"는 "좋은"을, "노브르"는 "고급의"를 뜻한다. "드 메자"는 "식탁용의"라는 뜻이다.
색에 따라 적포도주는 비뉴 틴투(tinto), 백포도주는 비뉴 브랑쿠(branco)라 불린다. 로제 포도주는 비뉴 호자두(rosado)라 불리며, 포도 껍질과 접촉을 통해 색을 낸 비뉴 호자두 드 우바스 틴타스(de uvas tintas)와 적포도주와 백포도주를 블렌딩해 만든 비뉴 호자두 포르 코르트(por corte)로 나뉜다. "코르트"는 "블렌딩"을 뜻한다.
포도주를 당도에 따라 나누기도 한다. 리터당 당분이 0~4g이면 비뉴 세쿠(seco)로 분류하며, "세쿠"는 영어의 "드라이"와 같은 뜻이다. 리터당 당분이 25~80g일 경우 비뉴 수아브(suave)라 부르는데, 이는 "부드러운"이라는 뜻이다. 리터당 당분이 4.1~25g일 경우 비뉴 메이우세쿠(meio-seco) 또는 비뉴 메이우수아브(meio-suave)라 부르며, 이때 "메이우"는 "절반"을 뜻한다.
포도를 수확한 지 3~6개월 안에 만들어지는 "어린 포도주"는 비뉴 베르드(verde)라 불리는데, "베르드"는 "초록색" 또는 "풋-"을 뜻한다. 비뉴 베르드가 아닌 숙성시킨 포도주는 비뉴 마두루(maduro)라 부른다. "마두루"는 "성숙한"이라는 뜻이다.
발포성 포도주는 비뉴 이스푸만트(espumante)라 불리는데, 기압이 3atm 이상인 포도주를 일컫는다. 기압이 0.5~2atm인 반발포성 포도주는 비뉴 프리잔트(frisante)라 부른다.
포르투갈 포도주는 일반적으로 알코올 도수가 8.6~14°이다. 도수가 7~8.5°인 포도주는 "가벼운 포도주"라는 뜻의 비뉴 레브(leve)라 불리며, 도수 14° 이상인 포도주로는 비뉴 리코로주(licoroso)와 비뉴 콤포스투(composto)가 있다. 비뉴 리코로주는 도수 14~18°이며, 알코올이나 캐러멜, 머스트 농축액, 수크로스 등이 첨가되었을 수 있다. 비뉴 콤포스투는 도수 15~18° 정도로, 허브나 향신채 또는 다른 동·식물성 재료가 첨가된 포도주이다.
그 외에, 헤제르바(reserva)는 "리저브"를 뜻하는 말로, 오크통에서 1~3년 이상 숙성한 빈티지 포도주를 뜻한다. 콜례이타(colheita)는 "수확된"이라는 뜻으로, 단일한 빈티지 해에 수확된 포도로 만든 포도주에 연도와 함께 쓰인다. 가하페이라(garrafeira)는 "병 숙성"이라는 뜻으로, 통에서 2년 이상 숙성한 뒤 병에 담겨 1년 이상 숙성한 적포도주 또는 통에서 6개월 이상 숙성한 뒤 병에 담겨 6개월 이상 숙성한 백포도주를 가리킨다.
포도주 양조장은 아데가(adega)라 부르며, 포도 품종은 카스타(casta), 포도 산지는 킨타(quinta)라 부른다.

## 같이 보기
- 스페인 포도주
- 이탈리아 포도주
- 프랑스 포도주